# The Spitfire (film 1910)
The Spitfire è un cortometraggio muto del 1910. Il nome del regista non viene riportato nei credit del film, un western di un rullo prodotto dalla Champion Film Company, una piccola compagnia indipendente creata da poco da Mark M. Dintenfass e che aveva la sua sede a Fort Lee, in New Jersey.

## Produzione
Il film fu prodotto dalla Champion Film Company.

## Distribuzione
Distribuito dalla Motion Picture Distributors and Sales Company, il film - un cortometraggio di una bobina - uscì nelle sale cinematografiche USA il 3 agosto 1910.